# Пазюка Віктор Станіславович
Віктор Станіславович Пазюка (17 листопада 1971 - 24 жовтня 2022) — сержант Збройних Сил України, учасник російсько-української війни, який загинув під час російського вторгнення в Україну. 

## Життєпис
Віктор Пазюка народився 17 листопада 1971 року в селі Федорівка, Іванківського району, Київської області.
Після закінчення школи проходив строкову службу. 
З початком російського вторгнення в Україну в 2022 році добровольцем став на захист України. Боровся проти держави-терориста у складі 125-ї окремої бригади територіальної оборони ЗСУ на посаді командира стрілецького відділення стрілецького взводу.
Під час виконання бойового завдання 24 жовтня 2022 року, поблизу с. Торське, Донецької області, внаслідок вибуху міни отримав травми несумісні з життям.
У Віктора залишилась дружина та дочка.

## Нагороди
В лютому 2024 року відповідно до указу Президента України №135/2023  Віктору Пазюці за особисту мужність і самовідданість, виявлені у захисті державного суверенітету та територіальної цілісності України, вірність військовій присязі було посмертно відзначено державною нагородою: орденом «За мужність» III ступеня.
В травні 2024 відповідно до указу Міністра оборони України №786 від 21 травня 2024 року відзначено медаллю "Захиснику України".